# Потяг до Яремче
Потяг до Яремче — музично-мистецький дводенний фестиваль, що відбувається щорічно з 2008 року в містечку Яремчі.
Фестиваль має два головні етапи. Першим є «Карпатський ПрОТЯГ» — та частина, що відбувається в дизельному поїзді Івано-Франківськ — Рахів (потяг проходить весь шлях, а тоді повертається до Яремча). У різних вагонах поїзда відбуваються різні мистецькі заходи — читання, концерт, кіноклуб. Ініціатором є гурт КораЛЛі.
Другий етап відбувається власне в Яремчі. Він складається з літературної та музичної частин.

### Учаники фестивалю
- Гайдамаки
- Кораллі
- Оратанія
- Пан Пупец
- Фліт
- Zapaska
- Les Stens
- Фіолет